# Música andina del Perú
La música andina del Perú es un término que se refiere a las diversas manifestaciones artístico-musicales producidas en la sierra del Perú. Desde su popularización por el gobierno de Juan Velasco Alvarado, es una de las manifestaciones musicales con mayor demanda en ese país, a diferencia de los países vecinos, que dependen de la música no rural.

## Historia

### Orígenes
La música andina tiene sus orígenes en la música de los Andes precolombinos, especialmente en el territorio del antiguo Imperio Inca. Los instrumentos más característicos de la música andina del Perú son la quena, el arpa, la zampoña, el acordeón, el saxofón, el charango, el laúd, el violín, la guitarra y la mandolina.

## Instrumentos

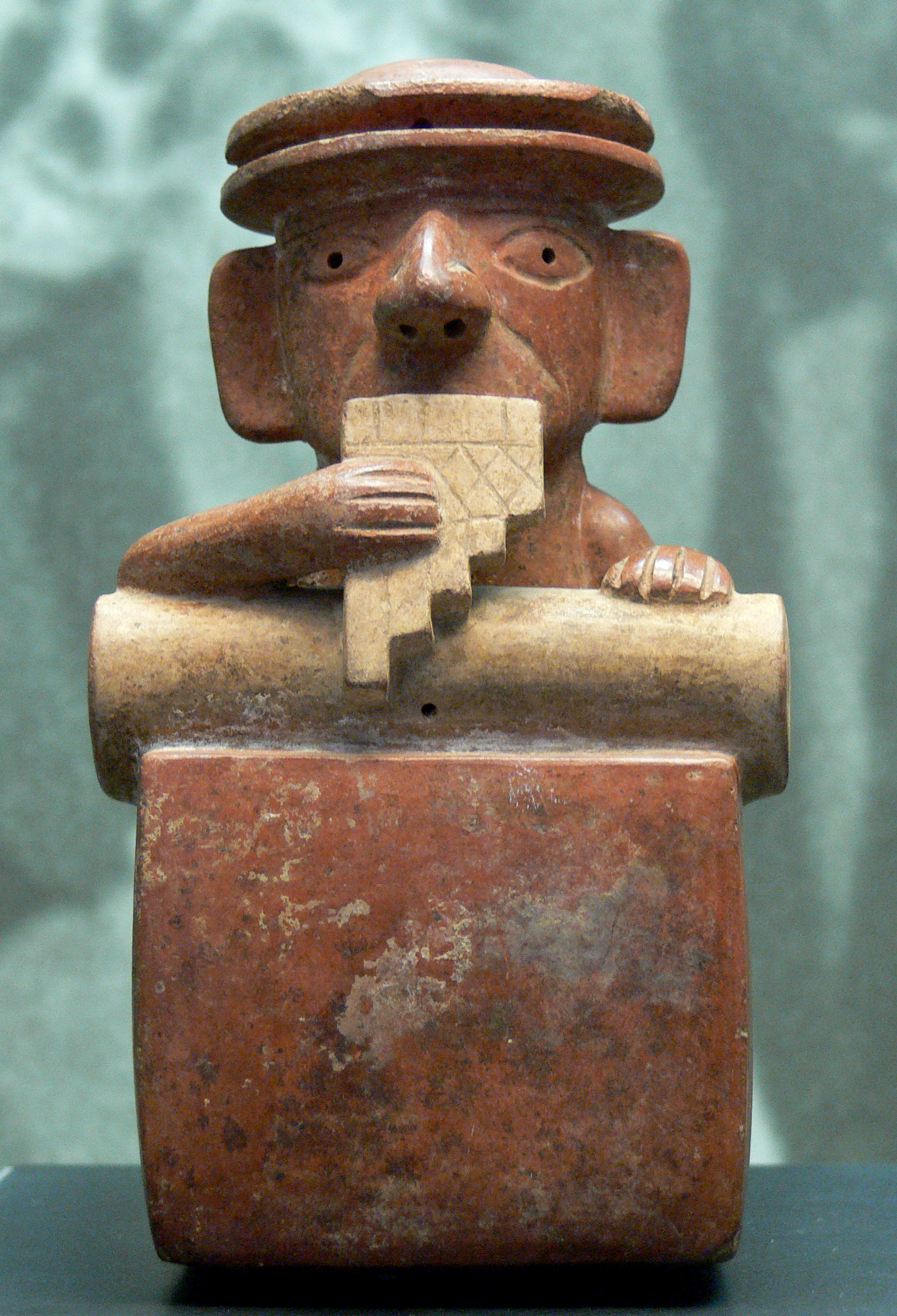
Antara representada en vasijas de la cultura Moche.

Los elementos más característicos de la música andina del Perú son los instrumentos, que provienen básicamente de los pueblos ancestrales habitantes del Antiguo Perú.
Los instrumentos de viento (aerófonos) han existido desde antes del imperio inca. En la ciudad sagrada de Caral (la civilización más antigua de América) se ha descubierto quenas hechas con huesos de pelícanos. Las percusiones también formaron parte de la instrumentación andina, que fueron plasmadas en los huacos retratos (cerámica escultórica) de la cultura moche, en los que se observan, además de zampoñas y quenas, bombos y maracas. Al parecer estos instrumentos fueron evolucionando a lo largo de los andes hasta el auge del imperio Inca.
Con la cultura europea llegaron diversos instrumentos de cuerda (cordófonos) como la guitarra, la bandurria, el arpa y el violín, que a lo largo de 300 años evolucionaron particularmente.
Hoy en día, por tratarse de una cultura viva, la música andina contemporánea ha continuado su evolución, incorporando nuevos instrumentos como el saxofón y las trompetas, inclusive instrumentos electrónicos en los arreglos de la música andina contemporánea. Esto no implica que se hayan perdido los instrumentos ancestrales, entre los que destacan los sikus o antaras (zampoñas en español), quenas, pinkullos, tarkas, silulos, mohoceños, wankaras o bombos, entre otros.

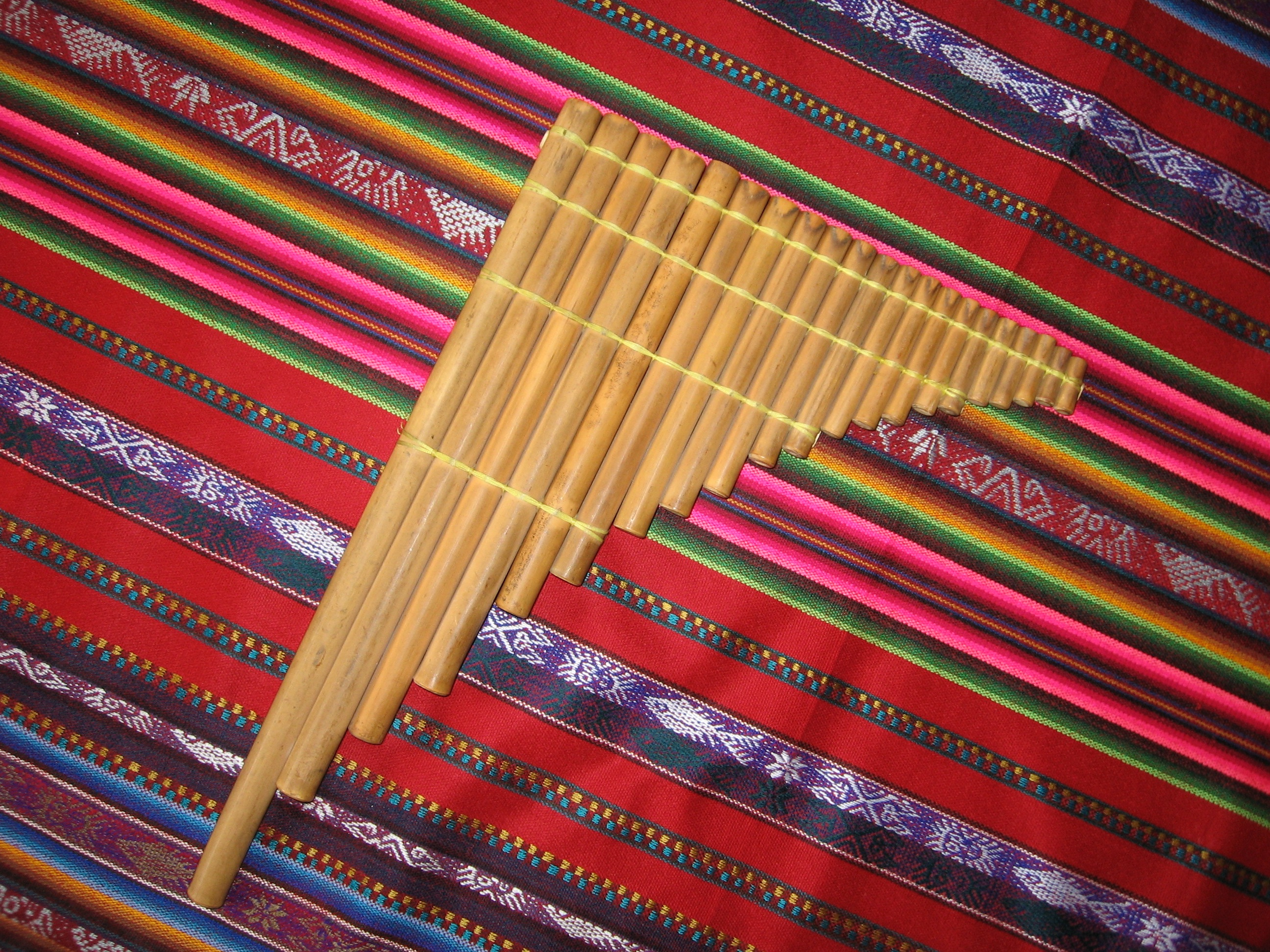
Siku
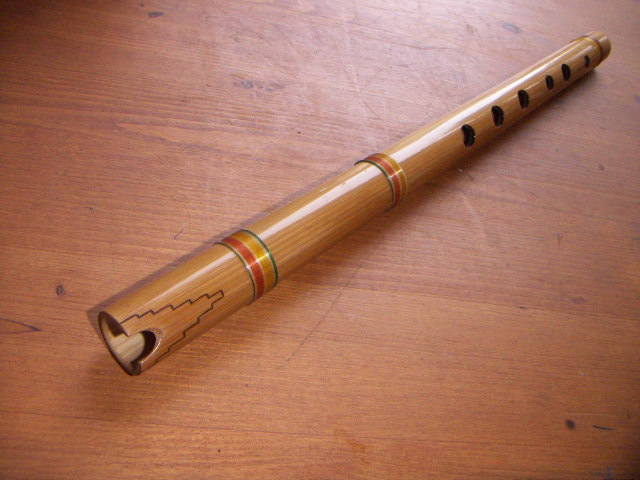
Quena
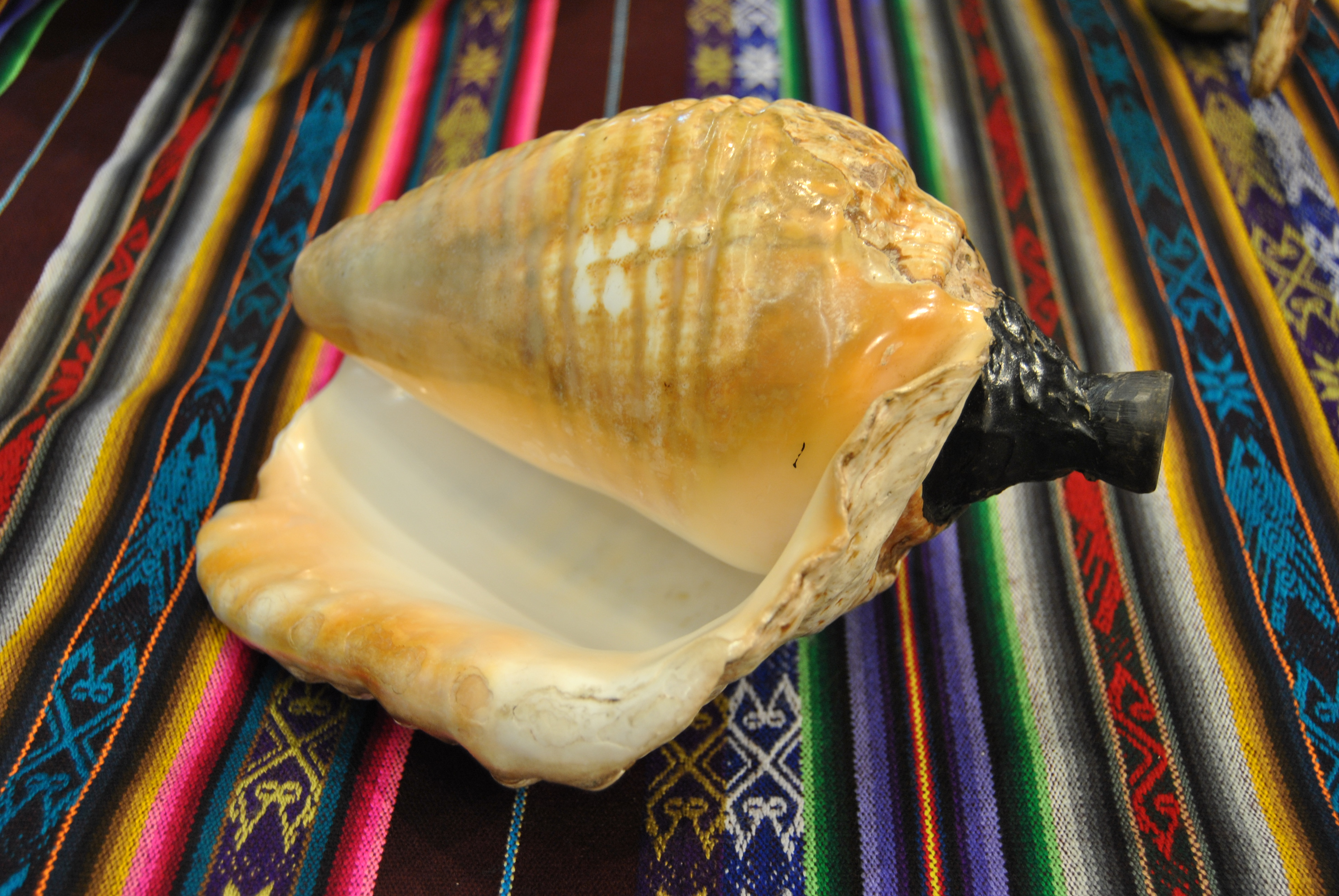
Pututu

## Géneros de danza y música

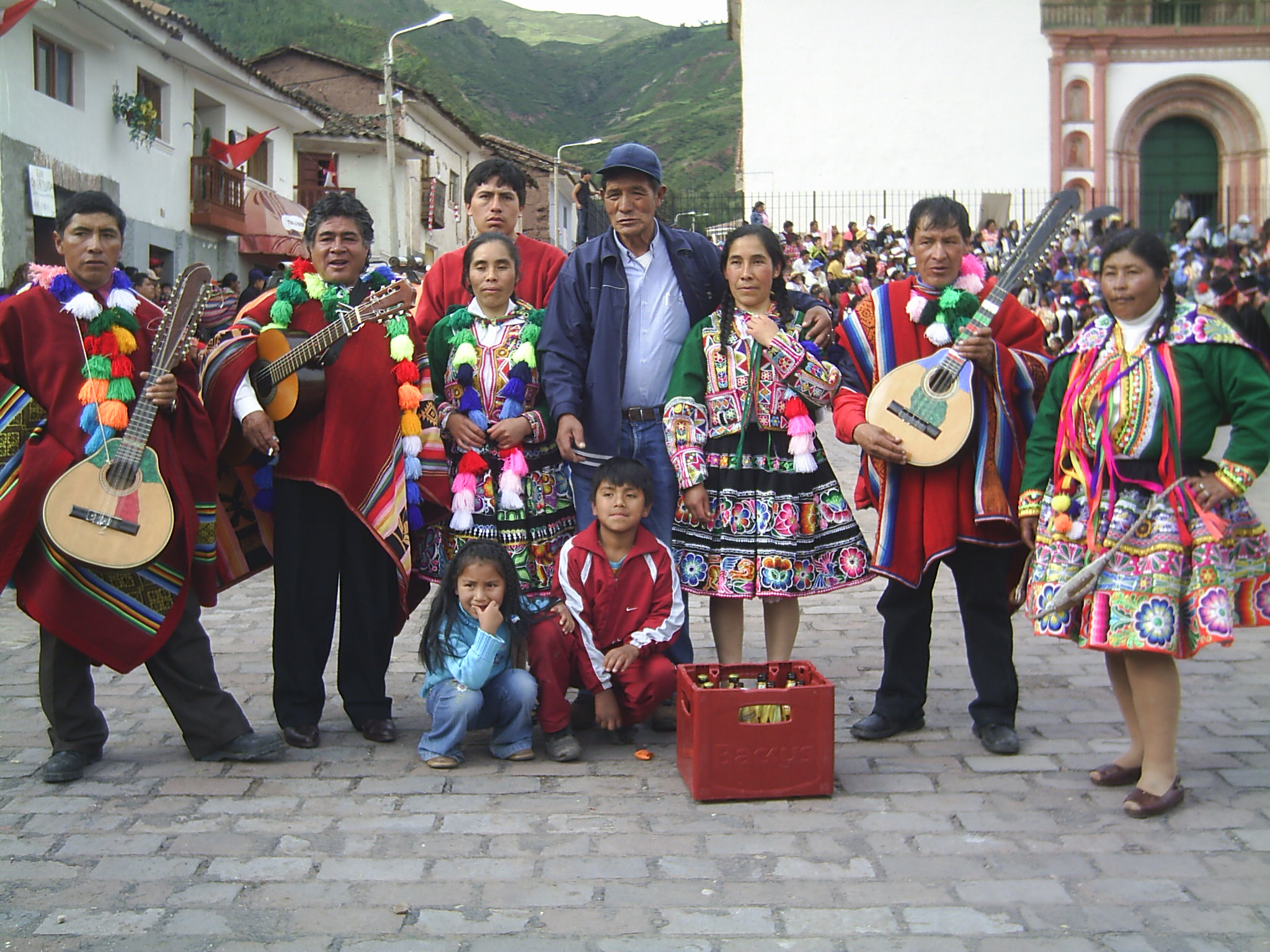
Conjunto musical andino de la región Cusco.

El género más difundido es el huayno, pero éste a su vez tiene matices que van desde la chuscada ancashina, pasando por la influencia huanca (música huanca), los matices ayacuchanos (de influencia criolla-chanca), hasta los matices del huayno cusqueño y puneño. La distinción entre estos estilos de huayno radican en la instrumentación y tonalidad. Acotando que existen dispersos en los andes peruanos diversos dialectos qucechuas y aymaras que influyen en las composiciones musicales.
Otro género que se halla en distintas zonas de Perú es el carnavalito
La música andina es también un elemento fundamental de numerosas celebraciones y festivales, como es el caso de los carnavales, tan difundidos y tan distintos entre pueblo y pueblo a lo largo de los andes peruanos.

### Música andina del Cusco
Es el tipo de música que prospera en la Región Cusco cuya variedad musical destaca en diferentes festividades principalmente en la festividad de la Virgen del Carmen, entre las que se puede mencionar:
- El Qhapaq Qolla
- La Valicha
- El Qorilazo
- Los Qhapaq Chunchos
- El Qhapaq Negro
- El Sarapillu
- El Carnaval de Umapata

### Música andina de Puno

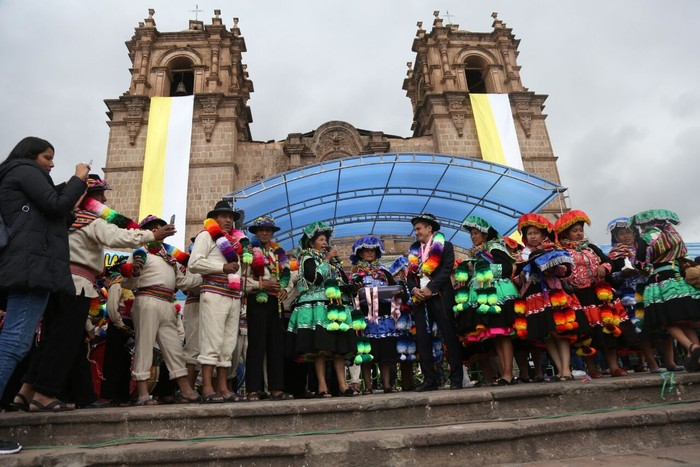
Danza wapululos, Puno.

Es el tipo de música andina que prospera en la región del collao peruano, el cual en su mayor parte se encuentra ubicado en la Región Puno.
En el Perú, se conoce popularmente a Puno como la Capital folclórica del Perú. Esta denominación proviene de la gran cantidad de danzas y expresiones musicales tradicionales, presentes en diferentes festividades patronales de las provincias quechuas y aymaras, destaca la Festividad de la Virgen de La Candelaria, Patrimonio Cultural Inmaterial de la Humanidad por la UNESCO. Las danzas autóctonas, en cambio, son más variadas en número, pues generalmente cada estilo musical representa a un pueblo. Algunos ritmos autóctonos conocidos son:
- El Carnaval de Arapa
- La Pinkillada
- La Chacallada
- Los Chacareros
- La Wifala
- El Kajelo

Las danzas autóctonas del altiplano puneño se caracterizan por la instrumentación ancestral a diferencia de las danzas de luces, que son en su mayoría orquestadas con bandas de vientos-metal.
El Huayno Pandillero, donde se retrata al antiguo mestizo puneño, proviene del vals y la marinera esta danza nos muestra como el puneño galantea con la "cholita puneña", enamorando y jugando en una especie de danza juvenil a espaldas de los padres que prohibían esta clase de galantería en esas fechas, en la actualidad todos los puneños de todas las edades la practican, existen escuelas en donde se fomenta más un propio estilo con su melodía propia de la danza. La Diablada puneña,se baila especialmente en al festividad de la Virgen de la Candelaria, es parte integral del repertorio teatral Andino- hispano mediante los autos - sacramentales , creado para enseñar a los nativos del continente americano los preceptos de la "fe cristiana" y la historia del imperio, según el punto de vista de los colonizadores. La Morenada, conocida en sus inicios como la danza de los morenos en el Virreinato del Perú, bailado por los aimaras disfrazados de negros y representando personajes como el caporal y la tropa de negros. 
En la  Fiesta de la Candelaria (Puno) se puede apreciar otras manifestaciones tales como:
Rey Caporal, Tundiques Caporales, Rey Moreno, Waca Waca, Kullawada, Llamerada, entre otros.

### Música andina de Junín
Se denomina así a la música surgida en la sierra central del Perú, específicamente en el valle del río Mantaro. Esta denominación se debe a que esta zona fue el antiguo territorio de la cultura Huanca, dominada luego por los Incas.
Existen diversas manifestaciones musicales de la música huanca que tiene como máximo exponente al Huaylarsh o simplemente Huaylas. El huaylas es un baile de pareja, de movimientos ágiles y caracterizado por un constante zapateo tanto en los varones como en las mujeres. La Tunantada Es una danza que se ejecuta con un sentimiento desgarrador. La música inicialmente empieza con sonidos de violines y arpa, y entre los danzantes se identifican a las clases sociales del virreinato: al español como máxima autoridad y a los indios como sometidos a los blancos. Posteriormente se agregan a la música los sonidos de clarinetes, arpas, saxos, etc.
Otros géneros de la música huanca son las mulizas, pero la música huanca también incluye ritmos carnavalezcos y danzas religiosas tan variadas como: la chonguinada o la danza de los negritos.

### Ensambles tradicionales e instrumentos
| Ensambles tradicionales e instrumentos |                  |                               |                                                                   |                  |               |           |
| Ensamble                               | Cuerdas frotadas | Cuerdas pulseadas             | Vientos de madera                                                 | Vientos de metal | Membrafonos   | Idiófonos |
| Ayarachi                               |                  |                               | Sicu                                                              |                  | Wankara       |           |
| Huaylarsh o Huaylas                    | Violín           | Arpa                          | Clarinete, Saxofón, Saxofón tenor, Saxofón barítono, Saxofón alto |                  |               |           |
| Chuscada                               | Violín           | Arpa, guitarra                | Acordeón                                                          |                  |               |           |
| Muliza                                 | Violín           | Arpa                          |                                                                   | Saxofón          |               |           |
| Pandilla Puneña                        |                  | Charango, guitarra, mandolina |                                                                   | Acordeón         |               |           |
| Toril o Waca taki                      |                  | Mandolina, charango, guitarra | weq'ocho                                                          |                  |               |           |
| Sicuri                                 |                  |                               | Siku                                                              |                  | Wankara       |           |
| Yaraví                                 |                  | Guitarra, charango            |                                                                   |                  |               |           |
| Zampoñada                              |                  |                               | Zampoña                                                           |                  | Bombo, tarola | Platillos |

| Ensambles carnavalescos e instrumentos |                  |                   |                    |                  |               |                                  |
| Ensamble                               | Cuerdas frotadas | Cuerdas pulseadas | Vientos de madera  | Vientos de metal | Membrafonos   | Idiófonos                        |
| Mohoceñada                             |                  |                   | Mohoceño, pinkillo |                  | Bombo, tarola |                                  |
| Pinkillada                             |                  |                   | pinkillo           |                  | Bombo, tarola |                                  |
| Tarkada y tarkeada                     |                  |                   | Tarka              |                  | Bombo, tarola | Platillos (tarqueada del Collao) |

## Los intérpretes

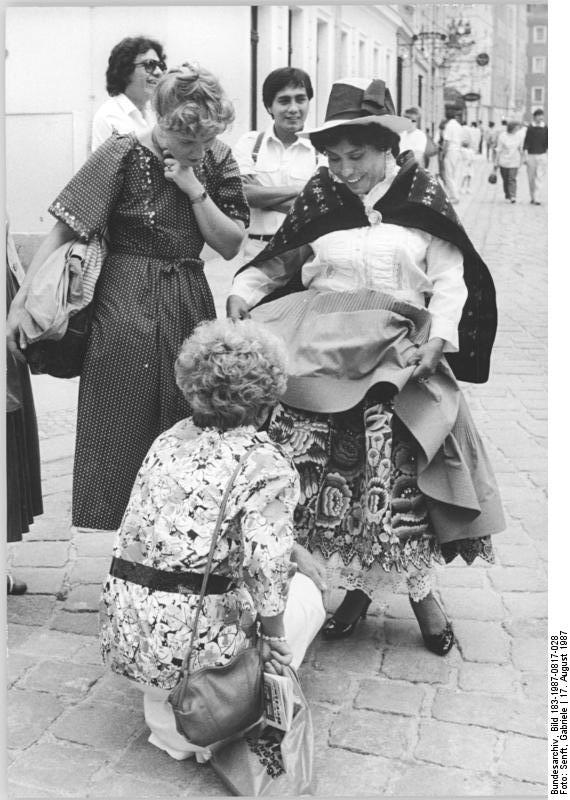
Martina Portocarrero en el festival musical de Berlín, 1987.

La música andina peruana es una manifestación cultural vigente que continúa su creación artística por sobre cualquier otro género folclórico peruano. Dada la vigencia del arte musical andino del Perú, el repertorio de artistas es amplio y variado según el género y las regiones, incorporándose nuevos valores a la escena musical andina peruana.

## Compositores
Algunos de los compositores más antiguos de la música andina peruana han quedado en el olvido debido a que no han quedado registradas suficientes partituras y la música tradicional en el pasado se transmitía oralmente a través de la tradición musical que se aprendía de generación en generación.
En cuanto a la música andina académica, aquella que utiliza partituras, es a inicios del siglo XX en que se hacen conocidas las composiciones de Daniel Alomía Robles y Jorge Bravo de Rueda, autores de El cóndor pasa… y las Vírgenes del sol, respectivamente. Ambas composiciones fueron proclamadas como patrimonio cultural de la nación por el INC y representan expresiones culturales de música académica reconocidas a nivel internacional creadas en el ámbito de la corriente indigenista que vivió el Perú en los años 20 del siglo XX. En cuanto a música académica, la obra musical de Carlos Valderrama Herrera también fue reconocida como patrimonio cultural de la nación en el Perú.
La actividad de la composición musical andina continúa en la actualidad, en cada uno de sus géneros, aunque algunos géneros de la música andina vienen cayendo en desuso otros ganan terreno en popularidad. En Ancash surgió un músico de la provincia de Aija, Llamado El Trovador Ancashino es Jacinto Palacios Zaragoza, creador de la Guitarra andina de doble mancera, primer ídolo de la Juventud y el primero en grabar Huaynos de manera profesional con la ayuda de José María Arguedas, por eso mismo se le llama con justicia Patriarca de la canción andina, cantautor su obra es patrimonio cultural de la nación en 2015 por el MInisterio de Educación. La obra musical de Ernesto Sánchez Fajardo y Tiburcio Susano Mallaupoma Cuyubamba también ha sido reconocida como patrimonio cultural de la nación por el estado peruano; en el caso de Ernesto Sánchez, es más conocido como «El jilguero del Huascarán» y es autor de más de un centenar de obras musicales, tanto en la música como en las letras, que en su mayoría se basa en la tradición musical ancashina. Por otra parte Tiburcio Mallaupoma se caracterizó por la difusión de la música huanca en su variante jaujina, a través de su agrupación «Lira jaujina» que durante la década del 40 del siglo XX tuvo gran difusión dentro del ámbito de las orquestas de música huanca.

## Música andina contemporánea en el Perú
La evolución de los ritmos andinos en el Perú ha dado origen a una cultura andina entremezclada con la modernidad pero con matices autóctonos con amplia difusión en los medios de comunicación peruanos.
La difusión mediática de los ritmos andinos originó un boom en la difusión de los diferentes estilos musicales del Perú a nivel nacional. Este fenómeno si bien se inició con la radiodifusión, ha continuado con la televisión, a partir de los programas El folclore de mi tierra de Frecuencia Latina, Lati2 andinos del mismo canal, Miski Takiy de TV Perú y Canto andino de ATV, que fueron los principales espacios, cuando apenas se emitía en horarios no estelares. Esto permitieron la inclusión de diferentes figuras de la música andina contemporánea como Dina Páucar, Saywa, Sonia Morales, Yarita Lizeth, Flor Pileña, la Muñequita Sally, Marisol Cavero, Alicia Delgado, Haydeé Raymundo, el Príncipe Sandino, Rosita de Espinar y Anita Santivañez.
Manuelcha Prado es un ícono de la guitarra andina y compositor de grandes obras musicales, reflejos sonoros de la cordillera de los Andes que lo llevaron hasta la BBC de Londres donde recibió la admiración y elogios de Jimmy Page (Led Zeppelin). Entre los sonidos que recoge se encuentran el wasichakuy (música para el techado de una casa), el wawa pampay (música para el entierro de un niño), el alba, el atipanakuy (música de competencia), el wallpa waccay, los diferentes tonos de la danza de las tijeras (por ejemplo, el violinista Chimango Lares), el ayla (música para una danza de los jóvenes durante la Fiesta del Agua), el torovelay (música de la fiesta de la herranza de Soras, provincia de Lucanas) y muchos otros. Manuelcha Prado es un hombre conectado con las raíces andinas, que ha difundido una parte muy interesante del repertorio musical de la sierra central peruana. Su destreza con las seis cuerdas de la guitarra queda fuera de toda duda, y su trabajo de recuperación y revitalización de la música del Perú más profundo es encomiable.
Actualmente jóvenes valores en la música andina continúan su labor creativa destacando internacionalmente los trabajos de autores como William Luna, creador del huayno Vienes y te vas que ha sido readaptado en diferentes ritmos en Argentina, Bolivia y Chile, o Paul Trejos, compositor del huayno Nostalgia también readaptado en otros países latinoamericanos. También incluye a otros cantautores como Diosdado Gaitán Castro, Mac Salvador y Max Castro. 

## Música académica andina
Simon & Garfunkel hicieron famosa la música andina entre el público norteamericano con la canción El Cóndor Pasa (If I Could) (1970), basada en un arreglo que hizo Jorge Milchberg sobre un tema tradicional de origen incaico que el peruano Daniel Alomía Robles (1871-1942) había incorporado a una suite instrumental en 1913. Paul Simon descubrió esta canción cuando asistió a un concierto de un grupo de música indígena de los Andes en París.
La complicada historia de “El cóndor pasa”, hoy grabada en infinidad de versiones, muestra el camino laberíntico por el cual la “música andina” llegó a ser un género reconocido en todo el mundo. Es también una buena metáfora de la paradójica historia de las culturas indígenas latinoamericanas: después de siglos de marginalidad, una buena parte del respeto que han obtenido para su autonomía cultural proviene de la atención académica y comercial moderna e internacional. La paradoja es, pues, que estas culturas con frecuencia primero tienen que hacerse 'modernas' y recibir atención internacional para poder luego defender sus derechos y su modo de vida tradicional en sus propios países de origen.
Entre los compositores de la Música Andina Académica, que forma parte de la música clásica del Perú, aparecen Daniel Alomía Robles y Miguel Oblitas Bustamante.

## Fusión
Los ritmos andinos continúan inspirando y produciendo formas modernas que mezclan lo tradicional con lo moderno. Artistas y grupos como Miki González, incorporan en algunas de sus obras la riqueza instrumental y rítmica de la música andina.
Una de las artistas peruanas que fusiona música andina con otros ritmos es la huancaína Damaris Mallma Porras quien ganara la competencia folclórica del Festival de la Canción de Viña del Mar 2008 con su tema Tusuy Kusun.
También los intérpretes de la música peruana costeña (criolla) incorporaron regularmente temas de música andina en su repertorio. Los más conocidos fueron: Los Troveros Criollos, Los Chalanes del Perú, Rosaura Indaura, Los Kipus y Los Dávalos.
Otro aporte de fusión en la música andina es el realizado por el grupo Alborada al fusionar la música andina con letras en quechua con el New age y los ritmos electrónicos.
Actualmente el fundador del género neoandino Gustavo Ratto tiene como propuesta conjugar sonidos tradicionales del altiplano peruano con el rock y pop que parten de una concepción de música popular con la finalidad de Universalizar la música andina peruana. Mientras tanto, el género también abarca a al concepto de fusión andina a cargo de Milena Warthon (pop andino), Wendy Sulca y Renata Flores.

## Bandas

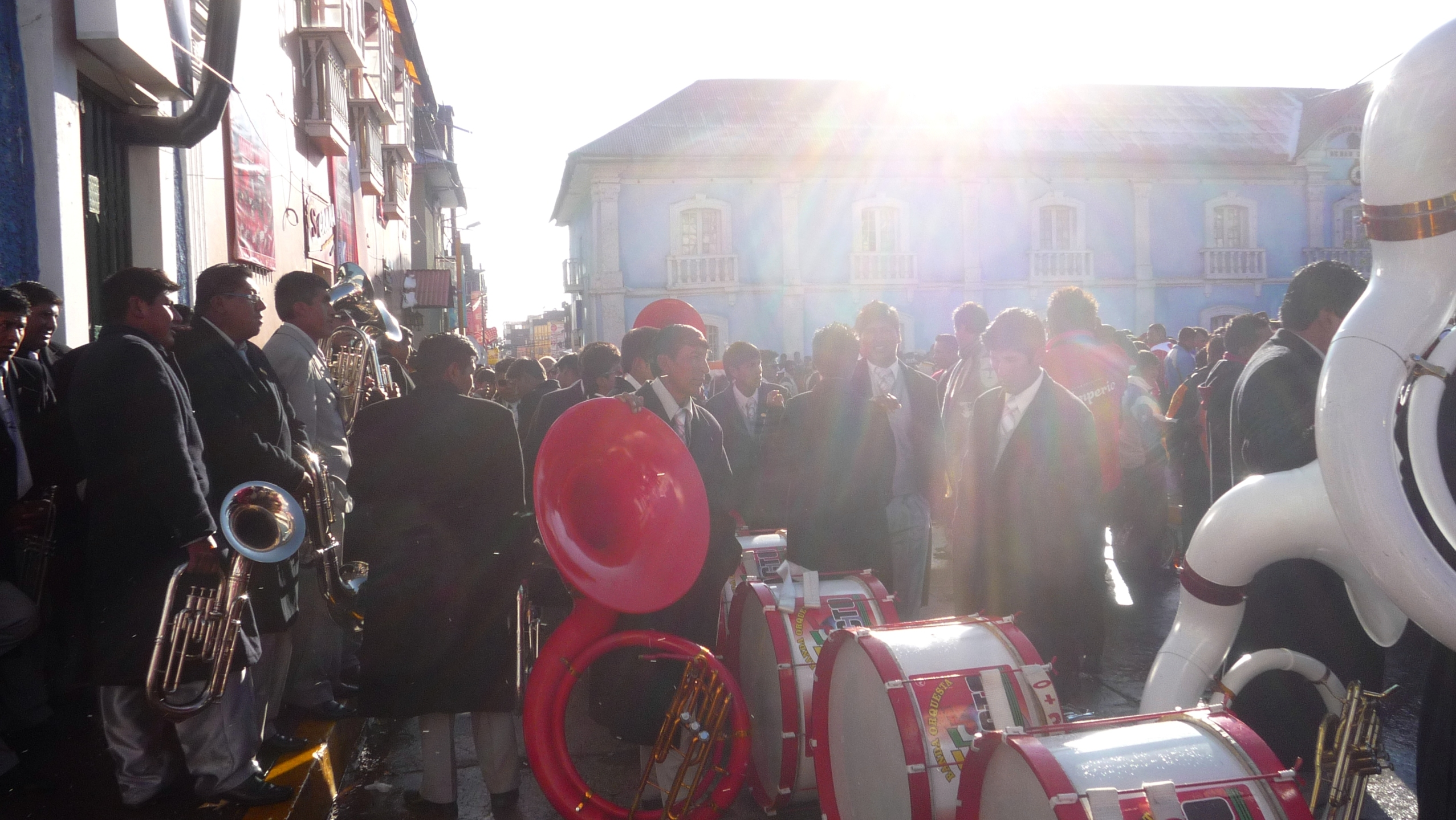
Albas y los músicos de la Banda Super Impacto Puno.

Los diferentes ritmos y danzas andinas fueron expresadas en el siglo XX con el fenómeno de bandas musicales con instrumentos de bronce, notoria influencia de las bandas de guerra de las diferentes instituciones de las Fuerzas Armadas del Perú, destacan famosas bandas musicales de los Departamentos de Puno, Tacna, Arequipa, Junín, Ancash y La Libertad.

### Bandas de Puno (Altiplano)
La mayoría de las bandas puneñas participan en honor a la Festividad Virgen de la Candelaria en donde las agrupaciones folclóricas de danzas tienen entre 300 y 1500 integrantes que contratan hasta cinco bandas de músicos, cada una con al menos 100 miembros, llegando a sumar 15 mil músicos y 100 mil danzarines.
Se encuentran organizados por la Federación Regional de Bandas de Músicos (FERBAM) Puno, asimismo, participan anualmente en el Concierto de Bandas de Músicos en la Plaza de Armas de la ciudad de Puno. También en diferentes concursos y presentaciones de nivel profesional en las festividades de las provincias y distritos del Departamento de Puno, a nivel nacional e internacional como en Bolivia, Chile, Argentina y Brasil.
| Principales Bandas musicales de Puno - SIGLO XX |                     |                 |                          |                |  |
|                                                 |                     |                 |                          |                |  |
| Década 10-50                                    | Década 60           | Década 70       | Década 80                | Década 90      |  |
| Municipal Ccota                                 | 2 de febrero        | Paganda Popular | Juventud 20 de Octubre   | Super Rebeldes |  |
| Super Melodías                                  | Signos del Folklore | Rosario Central | Alianza Thunco           | Real Majestad  |  |
| Alomias Robles                                  | Altiplano           | Municipal       | Juventud Ritmos          | Real Emperador |  |
|                                                 | Super Esplendor     | Super Andino    | Intercontinental Liberal | Super Impacto  |  |

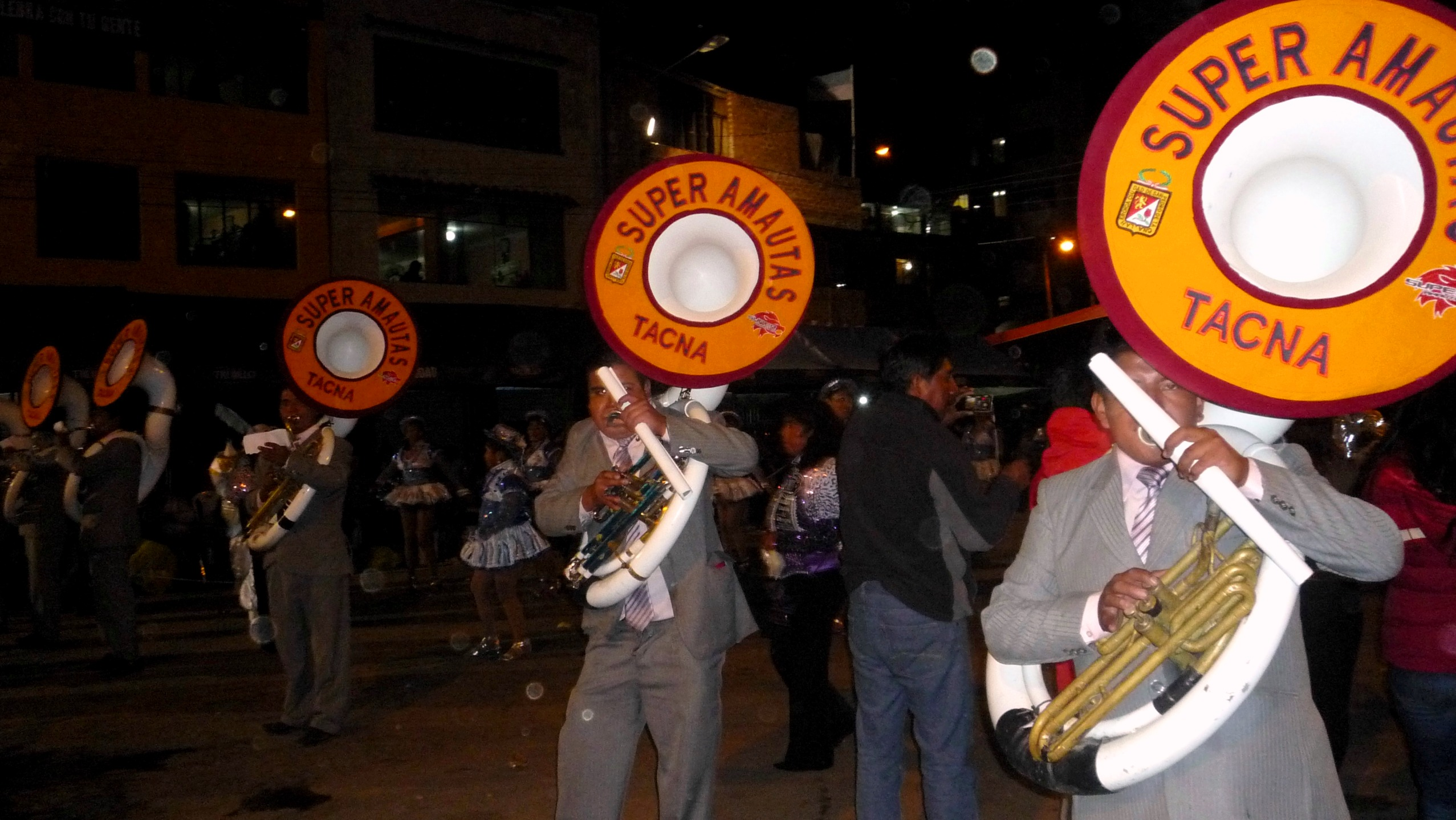
Banda Super Amautas de Tacna en la Candelaria.

En el siglo XXI, destacan nuevas instituciones musicales provenientes de las bandas antiguas del siglo XX, herederos del rico folklore peruano en Puno, declarado como Capital del Folklore Peruano, algunas bandas de prestigio se fusionan o bien se dividen, tal es el caso de Real Majestad, Liberal, Super Impacto, Paganda Popular y Super Andino, entre los más emblemáticos. Las principales bandas del nuevo milenio son: Unión Majestad, Juventud Faraones, Reyes Jachas, Super Libertad, Perú Imperio, Señoriales Mayas, Show Sonora, Gran Banda Instrumental Mi Perú, Show Mayas, Reyes Wirajochas, Star Union Band,  La Grande, Show Selecta y Perú Sinfónico.
Asimismo, a fines del siglo XX, aparecieron bandas musicales de estilo puneño en otros departamentos del Perú organizados por músicos migrantes del Departamento de Puno, entre los más importantes tenemos:
- Bandas de Tacna: Nueva Alianza, Espectacular Amautas, Intocables Rivales, Super Amautas, Internacional Sideral, Espectacular America, Gran Heroica.
- Bandas de Arequipa: Espectacular Bonanza, Espectacular Arequipa, Super Huracán.
- Bandas de Lima: Regional 10 de Octubre, Ondas del Titicaca, Sonora Sociedad, Real Imperio, Real Explosión.

## Día de la Canción Andina
En 2006, durante el gobierno del presidente Alejandro Toledo, se propuso que los 15 de junio, se celebre en el Perú, el Día de la Canción Andina, a través de una propuesta realizada por la cantante Amanda Portales.